# Klipptörntrast
Klipptörntrast (Colluricincla woodwardi) är en fågel i familjen visslare inom ordningen tättingar.

## Utseende och läte
Klipptörntrasten är en stor tätting med rätt lång näbb, lång stjärt och kraftiga ben. Ovansidan är brun, undersidan persikofärgad. Vidare har den gråaktigt huvud och bröst. Liknande arten grå törntrast har kortare stjärt och kallare färgad undersida. Sången består av en snabb, tvåtonig vissling.

## Utbredning och systematik
Fågeln förekommer i norra Australien (Kimberley i Arnhem Land och nordvästra Queensland). Den behandlas som monotypisk, det vill säga att den inte delas in i några underarter.

## Levnadssätt
Klipptörntrasten är en marklevande fågel. Den bebor områden med sandsten, där den ses på klippblock, ej i skog. Den ses ofta sjunga från toppen av sandstenspelare.

## Status
Arten har ett stort utbredningsområde och beståndet anses vara stabilt. Internationella naturvårdsunionen IUCN listar den därför som livskraftig (LC).

## Namn
Fågelns vetenskapliga artnamn hedrar Bernard Henry Woodward (1846–1912), curator vid Perth Museum i Western Australia.